# Tournoi de Wimbledon 1911
 (mai 2023).
Si vous disposez d'ouvrages ou d'articles de référence ou si vous connaissez des sites web de qualité traitant du thème abordé ici, merci de compléter l'article en donnant les références utiles à sa vérifiabilité et en les liant à la section « Notes et références ».
Résultats du Tournoi de Wimbledon 1911.

## Simple messieurs
Finale : Anthony Wilding  Nouvelle-Zélande bat Herbert Barrett  Royaume-Uni 6-4, 4-6, 2-6, 6-2, ab.

## Simple dames
Finale : Dorothea Douglass Chambers  Royaume-Uni bat Dora Boothby  Royaume-Uni 6-0, 6-0